# 东北航空历史纪念馆
东北航空历史纪念馆是一座位于沈阳法库县的博物馆，中国东北地区最大航空纪念馆。馆长是李伟民。

## 历史
2015年8月15日日本投降70周年纪念日建成开放，位于沈阳法库县财湖机场内。共四个展厅，陈列面积为1,900平方米，主要介绍中国东北地区空军发展史以及东北籍航空名人。

## 营业时间
- 周二至周日：上午九点至下午四点半
- 周一闭馆